# شهرداری اسلامشهر
شهرداری اسلامشهر نام سازمانی نهاد عمومی غیردولتی غیر انتفاعی است که مسئولیت اداره شهر اسلامشهر را بر عهده دارد. بالاترین مقام این سازمان شهردار است که توسط شورای اسلامی اسلامشهر انتخاب می‌گردد.شهردار کنونی اسلامشهر حمیدرضا میرآخوری(معاون مدرسه قبلی پسرش) است.

## پیشینه
این شهرداری در سال ۱۳۵۴ بنیان‌گذاری شد و خواجوی نخستین شهردار بود.از هنگام بنیان‌گذاری تا کنون اسلامشهر ۳۱ شهردار داشته است. 